# Saint-Martin-l’Ars
Saint-Martin-l’Ars település Franciaországban, Vienne megyében. Lakosainak száma 369 fő (2022. január 1.). Saint-Martin-l’Ars Availles-Limouzine, Mauprévoir, Payroux, Pressac, Usson-du-Poitou és Le Vigeant községekkel határos.

## Népesség
A település népessége az elmúlt években az alábbi módon változott:
| Lakosok száma | 384  | 381  | 386  | 386  | 386  | 385  | 383  | 376  | 369  |
|               | 2013 | 2015 | 2016 | 2017 | 2018 | 2019 | 2020 | 2021 | 2022 |